# Vrilo
Vrilo är en ort i Bosnien och Hercegovina.   Den ligger i entiteten Federationen Bosnien och Hercegovina, i den sydvästra delen av landet, 100 km väster om huvudstaden Sarajevo. Vrilo ligger 715 meter över havet och antalet invånare är 357. Den ligger vid sjön Buško Jezero.
Terrängen runt Vrilo är kuperad åt nordväst, men åt sydost är den platt. Vrilo ligger nere i en dal. Närmaste större samhälle är Livno, 18,4 km nordväst om Vrilo. 
Trakten runt Vrilo består till största delen av jordbruksmark. Runt Vrilo är det ganska tätbefolkat, med 93 invånare per kvadratkilometer.